# 손우현
손우현(본명: 손현석, 1989년 11월 30일 ~ )은 대한민국의 배우이다.

## 학력
- 국민대학교 연극영화과 학사

## 병역
- 대한민국 공군 병장 만기 전역

## 출연

### 방송

#### 드라마
- 2011년 MBC 《미스 리플리》
- 2011년 KBS 2TV 《스파이 명월》 - 어린 강우 역 (에릭 아역)
- 2016년 MBC 《불어라 미풍아》
- 2017년 유튜브 《오늘도 무사히 시즌 1》 - 박정우 역
- 2017년 유튜브 《연애인턴 최우성》 - 최우성 역
- 2018년 TvN 《라이브》
- 2018년 유튜브 《오늘도 무사히 시즌 2》 - 박정우 역
- 2019년 유튜브 《어바웃 유스》 - 박하웅 역
- 2019년 SBS 《녹두꽃》 - 이규태 역
- 2019년 유튜브 《한 여름, 그들의 밤》 - 동우 역
- 2019년 네이버TV 《고양이 바텐더》 - 익현 역
- 2019년 TvN 《드라마 스테이지 - 귀피를 흘리는 여자》 - 추재영 역
- 2020년 채널A 《터치》 - 이현준 역
- 2020년 TvN 《구미호뎐》 - 불가살이 역
- 2021년 네이버TV 《나의 별에게》 - 강서준 역
- 2021년 TvN 《마우스》 - 김준성 역
- 2021년 KBS 2TV 《오케이 광자매》 - 나편승 역
- 2021년 TvN 《어느 날 우리 집 현관으로 멸망이 들어왔다》 - 시베리아 역
- 2022년 ENGD 《나의 별에게 2》 - 강서준 역
- 2022년 MBC 《금수저》 - 장문기 역
- 2023년 ENA 《행복배틀》 - 이진섭 역
- 2025년 TVING 《춘화연애담》 - 이승 역

### 영화
- 2016년 《나비효과》 - 준영 역
- 2017년 《김씨는 죽었을까》
- 2017년 《컨트롤》
- 2017년 《포크레인》 - 시장 대학생 역
- 2018년 《봄버맨》
- 2019년 《가장 보통의 연애》 - 도윤 역
- 2020년 《공수도》 - 해성 역
- 2025년 《그 시절, 우리가 좋아했던 소녀》 - 선아 신랑 역 (특별출연)

### 공연

#### 연극
- 2018년 《달걀의 모든 얼굴》 - 명 비서 역
- 2019년 《달걀의 모든 얼굴》 - 명 비서 역
- 2023년 테베랜드 - 마르틴&페데리코 역

### 광고
- 2015년 바이어스도르프 니베아 핸드크림 - 지켜주고 싶은 마음 - 군인 편
- 2015년 대한민국 미래창조과학부 X-프로젝트 - 런칭 편
- 2016년 대림산업 e-편한세상
- 2017년 LG유플러스 iPhone 7은 언제나, LG U+
- 2017년 기아 기아 올 뉴 모닝 (지면 광고)
- 2018년 KT 평창 5G 올림픽 - 성과 편
- 2020년 삼성전자 그랑데 AI 건조기
- 2021년 신영증권 패밀리 헤리티지 서비스 - 누가 뭐래도 내 아들 편

## 음반

### 참여
- 2021년 《나의 별에게 OST》
  - 〈To My Star〉

## 수상
- 2017년 2017 SFF 서울영화제 2등 (김씨는 죽었을까)